# Gommegnies
Gommegnies és un municipi francès, situat a la regió dels Alts de França, al departament del Nord. L'any 2006 tenia 2.176 habitants. Antigament formà part del comtat d'Hainaut. Està situat entre Le Quesnoy i Bavay, a 15 km de Valenciennes i 20 de Maubeuge.

## Demografia
| 1962                                       | 1968  | 1975  | 1982  | 1990  | 1999  |
| ------------------------------------------ | ----- | ----- | ----- | ----- | ----- |
| 1.836                                      | 1.929 | 1.878 | 1.780 | 2.004 | 2.002 |
| Des de 1962: població sense dobles comptes |       |       |       |       |       |

## Administració
| Període | Identitat     | Partit |
| ------- | ------------- | ------ |
| 2001-   | Michel Copros |        |